# Paustenbacher Venn
Das Paustenbacher Venn ist ein circa 49 ha großes Naturschutzgebiet südlich von Lammersdorf unter einer Stromtrasse. Zum Hohen Venn ist es getrennt durch eine ehemalige Bahntrasse, dem heutigen Radweg mit dem Namen Vennbahn.

## Beschreibung
Durch einen Längsgraben wurde vergeblich versucht das Gebiet zu entwässern. Pfeifengrasheiden mit eingestreuten Glockenheide-Torfmoos-Moorrelikten dominieren. Die Entwässerungsmaßnahmen würden im Rahmen der Regenerationsmaßnahmen rückgängig gemacht, in dem die Gräben verstopft wurden. So dass Teilbereiche im Zentrum des Gebietes wieder stärker vernäßt sind. In einer flachen (evtl. neu angelegten) Geländemulde entwickelte sich eine Torfmoosgesellschaft mit Wollgras und Moorlilie. Auf Abschurfflächen im südwestlichen Bereich siedelten sich bislang Krötenbinsen-Pioniergesellschaften, Callunaheiden und Borstgrasrasen an. Daran schließt im Osten ein Gebüsch aus Erle, Moorbirke und Ohrweide an. Dieser enthält auf mehr oder minder schmalen Lichtungen und nicht mehr genutzten Wegeschneisen Pfeifengrasheidereste. Flache Gräben am Rand sind mit Torfmoosen und Sumpfveilchen bewachsen. Im angrenzenden Grünland liegt ein naturnahes Kleingewässer mit Fieberklee und Sumpf-Blutauge im Verlandungsbereich.

## Schutzzweck
Die Ausweisung als Naturschutzgebiet dient der Erhaltung des Lebensraumes für mehrere nach der Roten Liste in NRW gefährdeten Pflanzen- und Tierarten, die in Moor, Zwergstrauchheide, Borstgrasrasen, Bruchwald, Nass- und Feuchtgrünland leben.